# Bijakovići
Bijakovići är en ort i Bosnien och Hercegovina.   Den ligger i entiteten Federationen Bosnien och Hercegovina, i den södra delen av landet, 90 kilometer sydväst om huvudstaden Sarajevo. Bijakovići ligger 163 meter över havet och antalet invånare är 1 491.
Terrängen runt Bijakovići är kuperad åt sydost, men åt nordväst är den platt. Runt Bijakovići är det ganska tätbefolkat, med 93 invånare per kvadratkilometer.. Närmaste större samhälle är Mostar, 19,9 kilometer nordost om Bijakovići. 
Trakten runt Bijakovići består i huvudsak av gräsmarker.